# N-Butylacetanilid
N-Butylacetanilid ist eine chemische Verbindung aus der Gruppe der Aniline, welche als Repellent gegen Insekten in Form einer Kleidungsimprägnierung verwendet wird. Es gehört wie  das ungleich populärere Diethyltoluamid zur Klasse der besonders wirksamen Carbonsäureamide.